# Student Bodies
Student Bodies (dt. etwa Studentenschaften) ist eine kanadische Comedyserie, die von 1997 bis 2000 in Montreal, Québec produziert wurde.

## Handlung
Cody Miller gründet mit seiner Freunden Chris und Mags auf Anraten der neuen Mitschülerin Emily eine Art Untergrundzeitung, die neben der offiziellen Schülerzeitung Student Voice an der Thomas A. Edison High School herausgegeben wird. Cody zeichnet für diese Zeitung namens Student Bodies einen gleichnamigen Comicstrip, der ein großer Bestandteil der Serie ist. Ähnlich wie in der später ebenfalls auf dem Sender KI.KA ausgestrahlten Serie Lizzie McGuire wird Codys wahre Meinung zu den Geschehnissen humorvoll in einem Comic dargestellt. Besonders sein Rivale Victor Kane, seinerseits Herausgeber der offiziellen Schülerzeitung, gibt ihm den Anreiz zu seinen Comictagträumen. Natürlich sind auch Codys Freundinnen, darunter Emily, Grace, Holly und Kim, in seinen Comics vorzufinden. Problematisch ist allerdings, dass Cody und seine Freunde sich mit Victor und der ihm treu ergebenen Fotografin Flash eine Redaktion teilen müssen.

## Kritik
- bbc.co.uk schrieb, dass die Handlung teilweise sehr einfach gewesen sei („simplistic storylines“), die Comicsequenzen jedoch geistreich („witty“) und eine willkommene Abwechslung („welcome diversion“) gewesen seien.[1]

## Sonstiges
- Die weltweite Erstausstrahlung erfolgte vom 10. Januar 1997 bis 19. Februar 2000 auf dem kanadischen Sender YTV. Die deutschsprachige Erstausstrahlung lief vom 12. Oktober 1998 bis zum 18. April 2000 im Kinderkanal, die Episoden allerdings in durcheinandergewürfelter Reihenfolge.
- Obwohl die Serie in der französischsprachigen Stadt Montreal gedreht wurde (siehe auch: Französisch in Kanada), wurde sie auf Englisch produziert und versuchte auch ansonsten den Eindruck zu erwecken, die Highschool befände sich in den USA. Denn die Serie wurde ursprünglich für den US-amerikanischen Markt unter dem Vertrieb von 20th Television produziert und bei den Fox-Fernsehsendern bzw. Affiliates ausgestrahlt. Ihren größten Erfolg feierte die Serie dennoch in Kanada, wo sie seit Erscheinen mehrfach im kanadischen Fernsehen wiederholt wird.
- In Kanada erschien die französische Synchronisation der Serie unter dem Titel Vice-Versa (dt. umgekehrt) im französischsprachigen Spartenkanal Canal Famille (später unter den Namen „Vrak“). In Frankreich wurde sie unter dem Originaltitel Student Bodies auf dem Sender France 2 ausgestrahlt. Die französische Übersetzung erfolgte in Frankreich.
- Die Folge „Gay Friend“ wurde im deutschen Fernsehen bisher nicht ausgestrahlt, offenbar weil das Thema (Emilys beste Freundin outet sich als homosexuell) zu riskant für den KI.KA war.